# المرحاض: قصة حب
المرحاض: قصة حب هو فيلم كوميدي دراما هندي من بطولة أكشاي كومار،بهومي بيدنيكار،ديفيندو شارما وأنوبام خير.

## روابط خارجية
المرحاض: قصة حب على موقع IMDb (الإنجليزية)
- المرحاض: قصة حب على موقع روتن توميتوز (الإنجليزية)
- المرحاض: قصة حب على موقع نتفليكس (الإنجليزية)
- المرحاض: قصة حب على موقع بوكس أوفيس موجو (الإنجليزية)
- المرحاض: قصة حب على موقع قاعدة بيانات الفيلم (الإنجليزية)
- المرحاض: قصة حب على موقع ليتربوكسد (الإنجليزية)
- المرحاض: قصة حب على موقع كينوبويسك (الروسية)